# Pedro de Garibay
Pedro de Garibay (1729 à Alcalá de Henares en Espagne—7 juillet 1815 à Mexico) est un officier de l'armée espagnole, qui fut vice-roi de Nouvelle-Espagne du 6 septembre 1808 au 19 juillet 1809.

## Biographie

### Carrière militaire
Pedro de Garibay rejoint l'armée en 1742. Comme cadet, puis lieutenant, il prend part aux opérations au Portugal, Italie et Maroc. Il participe à l'attaque du fort de Yaqueví à Saint-Domingue.
En 1764, il est en Nouvelle-Espagne avec le grade de sergent major d'une expédition conduite par le lieutenant général Juan de Villalba. Il participe à l'organisation et à l'instruction des troupes provinciales de Nouvelle-Espagne. Il est ensuite nommé sergent major du régiment de Mexico, un poste qu'il occupe pendant 23 ans. En 1783, il est promu colonel et en 1789, brigadier. À cette époque, vieux et malade (il a 60 ans), le Vice-roi Miguel José de Azanza le promeut maréchal de camp en vue de sa prochaine retraite.

### Coup d'État
Le parti pro-espagnol (anti-indépendantiste) mené par Gabriel J. de Yermo dépose le vice-roi José de Iturrigaray le 15 septembre 1808 car c'est un ami de Godoy, le favori de Charles IV. Il s'agit du premier coup d'État de l'histoire du Mexique. Selon la coutume, l'Audiencia de Mexico nomme le plus ancien officier au plus haut grade de la colonie remplaçant d'Iturrigaray. Il s'agit de l'octogénaire maréchal Pedro de Garibay. Il est soutenu par les Espagnols, mais opposé aux créoles du Mexique. 
Il semble que Garibay ne souhaite pas cette place. Comme Vice-roi, il atteint une position qu'il n'a jamais désirée. Il est la marionnette des Parianeros (commerçants), comme les partisans de Yermo ont été acclamés par la populace. Garibay signe tous les documents que lui présentent les membres de l'Audiencia.
Les premiers sont des mandats d'arrêt concernant les chefs du mouvement indépendantiste — Juan Francisco Azcárate y Ledesma, conseiller de la ville de Mexico, Francisco Primo de Verdad y Ramos, également conseiller, José Beye Cisneros, l'abbé de Guadalupe, Canon Beristáin, Licenciado Cristo, secrétaire d'Iturrigaray, et le frère Melchor de Talamantes. Verdad y Ramos est retrouvé mort dans sa cellule le 4 octobre 1808. Les rapports divergent quant à la cause de sa mort — pendu ou empoisonné. Cinq jours plus tard, le frère Talamantes meurt de fièvre jaune à San Juan de Ulúa alors qu'il est transféré sous bonne garde vers l'Espagne. Aucune assistance médicale ne lui est prodiguée, ses chaînes ne lui sont pas retirées, même après sa mort. Cristo est fusillé et Azcárate est emprisonné jusqu'en 1811.

### Son administration de la Nouvelle-Espagne
Garibay crée une commission d'enquête sur le mouvement indépendantiste. Il disperse les troupes que son prédécesseur avait concentrées à Xalapa (Veracruz). Il ordonne au sculpteur Manuel Tolsá de couler 100 canons et de fabriquer d'autres types d'armes. Il suspend la Cédula de la Caja de Consolidación, qui confisquait les revenus des propriétés religieuses au profit du gouvernement et qui fut source d'un profond ressentiment dans la colonie.

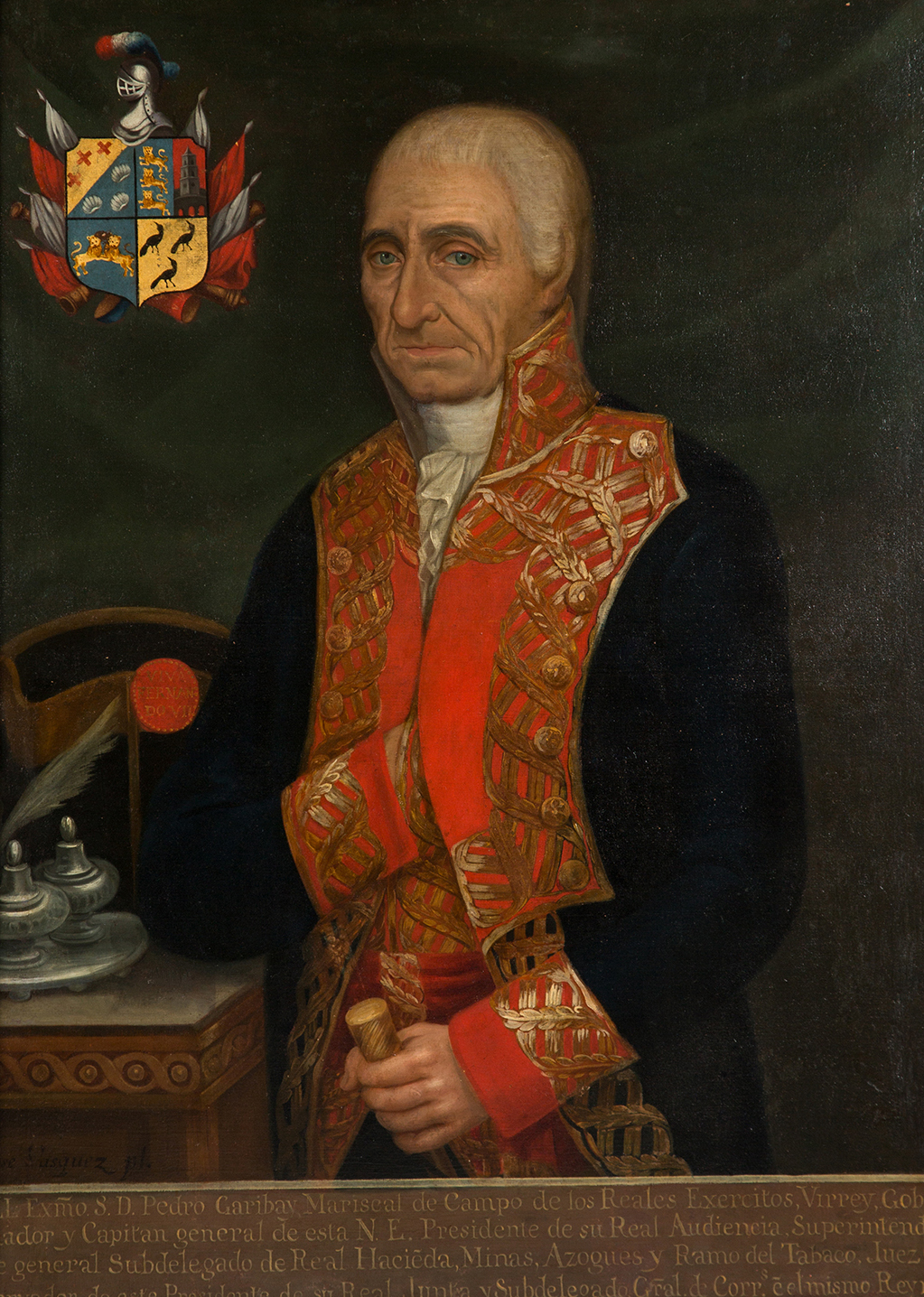
Pedro de Garibay.

Les Parianeros, se retrouvent maîtres de la colonie, prenant des airs de sauveurs de la patrie. Ils s'organisent militairement, sous le nom de Realistas Fieles (Fidèles royalistes) ou Patriotas de Fernando VII (Patriotes de Ferdinand VII). Ils adoptent comme uniforme une jaquette bleue, semblable au bleu de travail des commerçants, pour cette raison ils seront moqués et surnommés Los Chaquetas (Les Jaquettes).
Les Parianeros ne contrôlent pas seulement le gouvernement mais commettent également des exactions contre quiconque leur résiste. Ces abus deviennent si graves que le Vice-roi dissout les Voluntarios de Fernando VII alors que dans le même temps il fonde un régiment de dragons placé sous son commandement direct.
Bien que son gouvernement n'ait reconnu formellement aucune des juntes anti-napoléoniennes, en pratique il reconnaît l'autorité de la junte de Séville et observe ses directives. Lorsque les victoires sur la France permettent l'unification du contrôle de l'Espagne, la Nouvelle-Espagne reconnait la junte de Aranjuez. Garibay fait envoyer une donation de 200 000 pesos à Aranjuez comme contribution de guerre, en plus des 90 000 pesos de versement régulier.
La Junte de Aranjuez invite chaque colonie espagnole à envoyer un représentant pour participer à ses délibérations. Cette mesure a un effet contre-productif en Nouvelle-Espagne. Le parti espagnol craint qu'il ne s'agisse du début de l'autonomie coloniale, ce à quoi il s'est toujours opposé. Les créoles estiment qu'un seul représentant est une concession de peu de valeur.
Les visiteurs arrivant en Nouvelle-Espagne depuis les États-Unis sont regardés avec suspicion, car Joseph Bonaparte envoie des agents dans les colonies afin d'y fomenter la rébellion en faveur de son régime. Un frère de Ferdinand VII (reconnu comme roi par la population espagnole et les colonies), est prisonnier en France parce que sa sœur, Carlota Joaquina, a tenté de faire reconnaître son fils Pedro comme régent de Nouvelle-Espagne par la Junte de Aranjuez.
Dès que l'alliance avec l'Angleterre permet de rétablir le commerce avec l'Espagne, Garibay ordonne la construction de nombreux vaisseaux de commerce.

### Sa retraite
La Junte suprême d'Espagne remplace Garibay par Francisco Javier de Lizana y Beaumont, archevêque de Mexico, le 19 juillet 1809. 
Garibay désire rentrer en Espagne, mais ses moyens financiers sont insuffisants. Il vit retiré de la vie publique grâce à une pension mensuelle de 500 pesos allouée par Yermo, qui était un riche propriétaire terrien. Plus tard, la Couronne le récompense par la croix de Carlos III, une rente annuelle de 10 000 pesos, ainsi que par le grade de lieutenant général. Il meurt à Mexico en 1815.